# 335668 Ignalina
335668 Ignalina este o planetă minoră (asteroid) din centura de asteroizi. A fost descoperită pe 24 septembrie 2006 la Molėtų astronomijos observatorija⁠(d) de . 
Obiectul prezintă o orbită caracterizată de o semiaxă mare de 2,1383429414533 UAi, o excentricitate de 0,12912877631158, o înclinație de 3,3492678416746 ° în raport cu ecliptica.